# Blåved

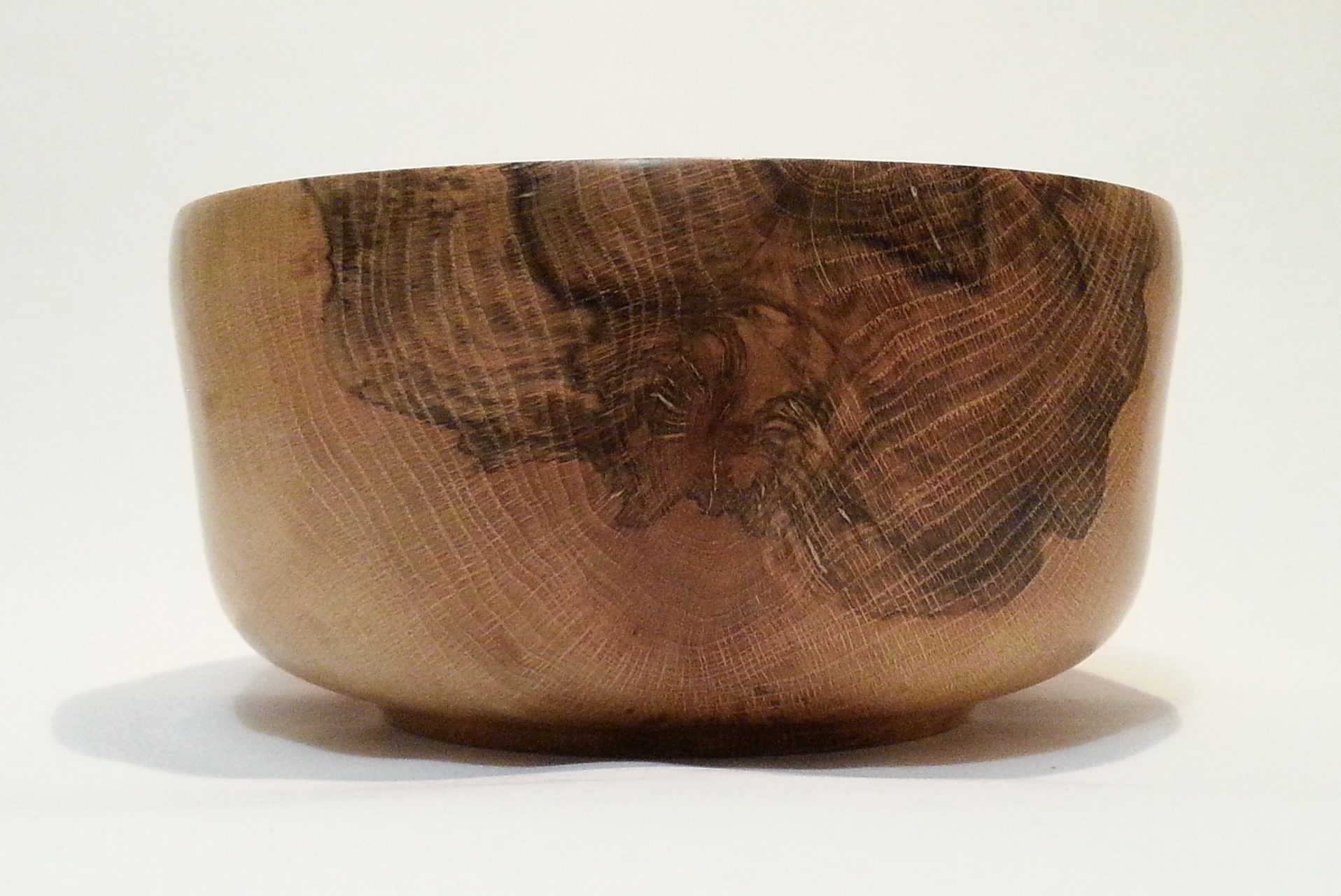
Ekskål med blåved

Blåved är virke som angripits av blånadssvampar, och missfärgats. Det har inte sämre mekaniska egenskaper än vanlig ved, men missfärgningen sänker värdet på veden. En del snickare har använt sig estetiskt av vackert blårötat trä för exempelvis lampskärmar.